# Luísa Diogo

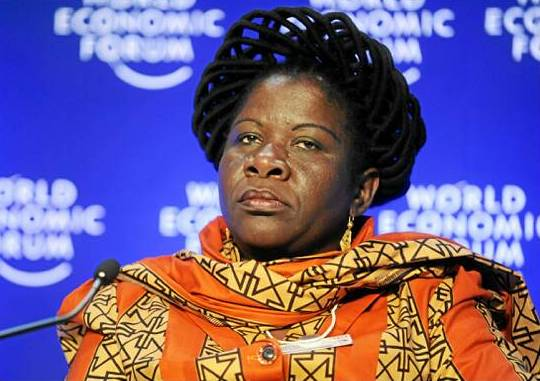
Luisa Diogo (2009)

Luísa Días Diogo (* 11. April 1958) ist eine mosambikanische Politikerin (FRELIMO).

## Leben
Diogo stammt aus der Provinz Tete, wo sie die Grund- und Handelsschule besuchte. Nach einem Studium in Maputo schloss sie 1983 als Bachelor ab. Ein Fernstudium in London schloss sie 1992 ab. Seit 1994 im Kabinett Joaquim Alberto Chissanos wurde sie später Finanzministerin.
Am 17. Februar 2004 wurde sie als erste Frau zur Ministerpräsidentin ihres Landes ernannt. Sie trat damit die Nachfolge Pascoal Mocumbis an. Am 16. Januar 2010 wurde der frühere Minister für Bildung und Kultur, Aires Ali, vom mosambikanischen Staatspräsidenten Armando Guebuza zum Ministerpräsidenten Mosambiks ernannt. Er tritt damit die Nachfolge von Diogo an. Ihr Abgeordnetenmandat im Parlament wird Diogo weiterhin beibehalten.
Das US-amerikanische Time Magazine zählte sie zu den 100 einflussreichsten Weltbürgern. Diogo ist mit einem Rechtsanwalt verheiratet und Mutter dreier Kinder.